# Sun Mei-ying
Sun Mei-ying (* 1931; † 22. März 1993) war eine chinesische Tischtennisspielerin. In den 1950er und 1960er Jahren gewann sie neun Medaillen bei Weltmeisterschaften.

## Werdegang
Von 1953 bis 1963 nahm Sun Mei-ying an sechs Weltmeisterschaften teil. Ihren größten Erfolg erzielte sie dabei 1961, als sie sowohl im Doppel als auch mit der Mannschaft Silber gewann. Im Doppel mit Qiu Zhonghui unterlag sie damals im Finale gegen die Rumäninnen Maria Alexandru/Georgita Pitica. Im Einzel kam sie bis ins Viertelfinale, im Mixed mit Wang Chuan-Yao erreichte sie das Halbfinale.
Weitere Bronzemedaillen holte sie 1957, 1959 und 1963 im Teamwettbewerb sowie 1959 im Doppel mit Qiu Zhonghui und im Mixed mit Wang Chuan-Yao und noch 1963 im Einzel.
In der ITTF-Weltrangliste wurde Sun Mei-ying 1961 und 1964 auf Platz 6 geführt.

## Turnierergebnisse
| Verband | Veranstaltung     | Jahr | Ort       | Land | Einzel        | Doppel     | Mixed      | Team |
| ------- | ----------------- | ---- | --------- | ---- | ------------- | ---------- | ---------- | ---- |
| CHN     | Weltmeisterschaft | 1963 | Prag      | TCH  | Halbfinale    | letzte 32  | letzte 64  | 3    |
| CHN     | Weltmeisterschaft | 1961 | Peking    | CHN  | Viertelfinale | Silber     | Halbfinale | 2    |
| CHN     | Weltmeisterschaft | 1959 | Dortmund  | FRG  | letzte 32     | Halbfinale | Halbfinale | 3    |
| CHN     | Weltmeisterschaft | 1957 | Stockholm | SWE  | Scratched     | Scratched  | Scratched  | 3    |
| CHN     | Weltmeisterschaft | 1956 | Tokio     | JPN  | letzte 32     | letzte 16  | letzte 32  | 6    |
| CHN     | Weltmeisterschaft | 1953 | Bukarest  | ROU  | letzte 32     | letzte 32  | letzte 64  | 7    |